# Рогозка з Язлівця
Рогозка з Язлівця (лат. Rohoska de Jazlowycz) — дідич, урядник на Поділлі часу князів Коріятовичів, представник їнього найближчого оточення.
Уряди (посади): смотрицький воєвода (1375), польський історик, д-р Єжи Сперка стверджував, що Рогозка також був воєводою в Язлівці у 1373 році.
Згаданий у документах та їх списках, які дійшли до нашого часу та опрацьовані дослідниками. Записаний як свідок у кількох грамотах:
- ерекційного документа (чи двох документів), який шляхтич Міхал Абданк видав для бучацької римо-католицької парафії (1373, 1379 р.); інші свідки Гумпрехт і Ян Глогувський, Стефан, званий Каспром (Sthepano dicto Casper woywoda jazlowycensi) — воєвода язлівецький[2]
- у 1375 р.:
  - як смотрицький воєвода посвідчив документ князя Олександра Коріятовича, виданий для смотрицьких домініканців у 1375 році[3]
  - був також червоногродським воєводою[4] (щоправда, у його біограмі ця інформація відсутня[5]
- 20 червня 1391 як пан Рогозка став свідком документа князя Федора Коріятовича, тому Януш Куртика припускав, що Рогозка позбувся Язлівця до цього часу.[6]
- 1391 р. — у надавчому документі на Сокілець, виданого панові Гринькові[7]

Владислав Семкович припускав, що Язлівець викупили у Рогозки чи в його нащадків десь до 1424 р.